# Henry Bathurst (4e comte Bathurst)
Pour les articles homonymes, voir Henry Bathurst et Bathurst.
Henry George Bathurst, 4e comte de Bathurst (24 février 1790 - 25 mai 1866), titré Lord Apsley de 1794 à 1834, est un pair britannique et un homme politique conservateur.

## Biographie
Né à Apsley House, il est le fils aîné de Henry Bathurst (3e comte Bathurst), et de son épouse, Georgina, troisième fille de George Lennox. Il fait ses études au Collège d'Eton et se rend ensuite à Christ Church, Oxford, où il obtient un baccalauréat ès arts en 1811 et une maîtrise ès arts trois ans plus tard. En 1820, il obtient un doctorat en droit civil de l'Université d'Oxford.
Il est greffier du caissier de l'échiquier et, en 1812, il est nommé commissaire du India Board, poste qu'il occupe pendant six ans. Il est élu à la Chambre des communes en tant que l'un des deux représentants de Weobley en janvier 1812, siégeant jusqu'en octobre de la même année. Il représente ensuite Cirencester jusqu'en 1834, date à laquelle il succède à son père comme comte et entre à la Chambre des lords. Il est l'un des fondateurs du Royal Agricultural College en 1845.
Il est décédé le 25 mai 1866 dans sa résidence de campagne, Oakley Park, Cirencester, à l'âge de 76 ans, après une longue maladie. Il ne s'est jamais marié et son frère cadet William Bathurst (5e comte Bathurst) lui succède comme comte.